# عدوى المشاعر
العدوى العاطفية هي شكل من أشكال العدوى الاجتماعية التي تنطوي على الانتشار التلقائي للعواطف والسلوكيات ذات الصلة. يمكن
أ
ن
ي
حدث هذا التقارب العاطفي من شخص إلى آخر، أو في مجموعة أكبر. يمكن مشاركة المشاعر بين الأفراد بطرق عديدة، سواء ضمنيًا أو صراحةً. على سبيل المثال، وجد أن التفكير الواعي والتحليل والخيال كلها تساهم في الظاهرة. لوحظت هذه الظاهرة في البشر والقرود والكلاب والدجاج.
العدوى العاطفية مهمة للعلاقات الشخصية لأنها تعزز التزامن العاطفي بين الأفراد. التعريف الأوسع للظاهرة الذي اقترحه شوينوولف هو "عملية يؤثر فيها شخص أو مجموعة على عواطف أو سلوك شخص أو مجموعة أخرى من خلال التحريض الواعي أو اللاواعي لحالات عاطفية ومواقف سلوكية". إحدى وجهات النظر التي طورتها إلين هاتفيلد وآخرون هي أنه يمكن القيام بذلك من خلال المحاكاة التلقائية ومزامنة تعبيرات الشخص وأصواته ومواقفه وحركاته مع تعبيرات وأصوات وحركات شخص آخر. عندما يعكس الناس دون وعي تعبيرات رفاقهم عن العاطفة، فإنهم يشعرون بمشاعر مماثلة.
هو تزامن حسي أو شعوري بين بني البشر فالإنسان ينقل الشعور الذي يحمله للأشخاص القريبين منه من حيث البعد الجغرافي. الباحث جرولد شنوولف درس هذه الظاهرة بتعمق وعرّفها كمرحلة يمر بها الفرد أو المجموعة يؤثرون بعلم أو دون علم على مشاعر وسلوكيات شخص آخر مما يجعله يشعر بنفس الشعور.
في أعقاب ذلك، وصفت عملية العدوى الشعورية البدائية كالتقاط العدوى من خلال تقليد تلقائي ودون وعي وبالتالي قسمت هذه العملية إلى مرحلتين:

### عدوى المشاعر في شبكات التواصل الاجتماعي
في عام 2014، أجرى الباحث آدم كرامر إلى جانب باحثين آخرين بحثا موسعا شمل 700,000 متصفح في موقع فيس بوك الذي فحص تأثير سلبية أو ايجابية مشاركات متصفحين آخرين في صفحتهم الرئيسية في الموقع. سؤال البحث كان هل قراءة المشاركات الإيجابية والسلبية تؤدي بالقراء إلى تغيير مشاركاتهم تبعا لنوع المشاركة التي قرأوها. ادعى الباحثون أن الذي يقرأ المشاركات الإيجابية تكون مشاركاته هو إيجابية أيضا والعكس صحيح. 
أكدت النتائج وجد أن تقليل كمية المشاركات الإيجابية يؤدي إلى زيادة المشاركات السلبية وتقليل المشاركات الإيجابية، والعكس صحيح، عند تقليل كمية المشاركة السلبية تزداد المشاركات الإيجابية وتقل المشاركات السلبية. ليس هذا فحسب، فقد أثبت البحث أيضا، بأن عدم كتابة مشاركات تعبر عن المشاعر والعاطفة تؤذي بالمتصفح إلى عدم مشاركة عواطفه ومشاعره مع الاخرين أيضا. وبالتالي، أثبت البحث أن ظاهرة عدوى المشاعر موجودة أيضا في شبكات التواصل الاجتماعي. 

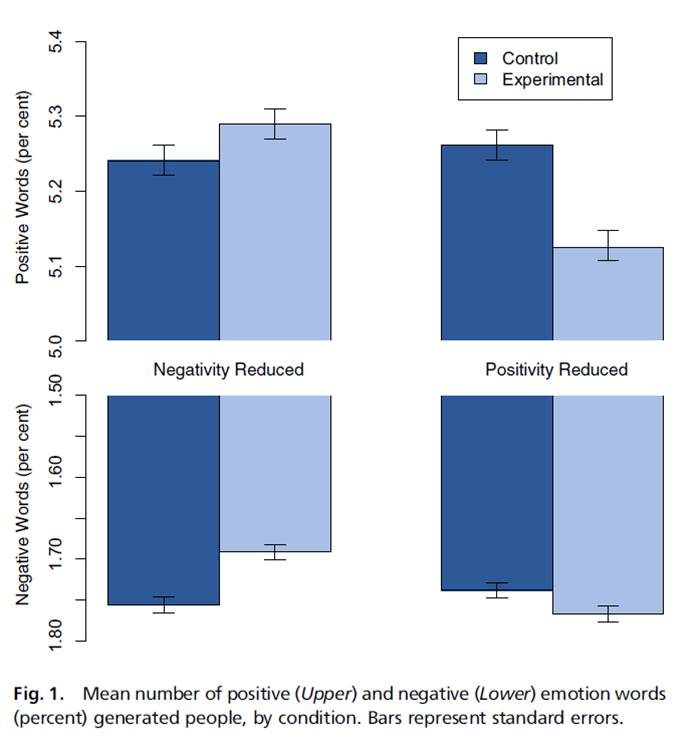
في الصورة أعلاه، تظهر نتائج البحث الذي أجراه أ. كرامر وشركائه في موقع فيسبوك. يظهر في الرسم البياني تأثير تخفيض الكلمات السلبية أو الايجابية في مشاركات متصفحين آخرين على مشاركات المتصفح نفسه.

### عدوى المشاعر في المجموعات وعملها: بحث
أجرت الباحثة سيچال بار سادي بحث سنة 2002، التي فحصت تأثير عدوى المشاعر المختلفة (إن كانت ايجابية أو سلبية أو مشاعر مُثارة أو خاملة) على المجموعات، عملها والتناغم بينها. 
نتائج البحث أكدت على أن عضو المجموعة الذي نشر المشاعر الايجابية أثر على مشاعر باقي أعضاء المجموعة ايجابياُ وبالتالي زادت نجاعة ونجاح عمل المجموعة وزاد التناغم والتعاون بين أعضاء المجموعة. من جهة أخرى، المجموعة التي تم نشر المشاعر السلبية فيها انخفضت نسبة التناغم والتعاون بين أعضاء المجموعة وبالتالي انخفضت نجاعة وفعالية عمل المجموعة. من الجدير بالذكر، أن نتائج البحث لم تجد تأثير لشدّة وقوّة المشاعر الايجابية منها أو السلبية

أو بكلمات أخرى، خمول أو اثارة المشاعر لم تؤثر على عدوى المشاعر في المجموعات المختلفة – بحسب نموذج ثنائي الابعاد لتصنيف المشاعر للباحث جيمس راسل)
.

### عدوى المشاعر في عالم الخدمات والشركات الخدماتية
لطالما كان العميل (الزبون) أساس عالم الخدمات والشركات الخدماتية، اذ ان هذه الشركات وهذا العالم تأسس اصلا من اجل الزبائن، بدون زبائن لا يوجد عالم خدماتي. وبالتالي، فأن الشركات الخدماتية تبذل قصارى جهدها من أجل ان ترضي زبائنها وتضمن لهم خدمة ممتازة. 
د. ستيفن دوچلاس بيو، باحث في الدراسات التنظيمية والادارة، أجرى بحث في سنة 2001 عن عدوى المشاعر في العالم الخدماتي. البحث فحص بالأساس تأثير الابتسامة على اللقاء الخدماتي بين الموظف والزبون في إحدى البنوك في الولايات المتحدة الأمريكية. نتائج البحث أكدت على أهمية إظهار مشاعر إيجابية أمام الزبون; فكلما أظهر الموظف مشاعر إيجابية للزبون خلال تقديم الخدمة\الخدمات، كلّما ارتفع رضى الزبون من اللقاء الخدماتي. 7% من رضى الزبون نفسه، تتعلق بسواء أظهر الموظف ابتسامة أمام الزبون أم لا 

### عدوى المشاعر وتأثيرها على عملية تنظيم اظهار المشاعر

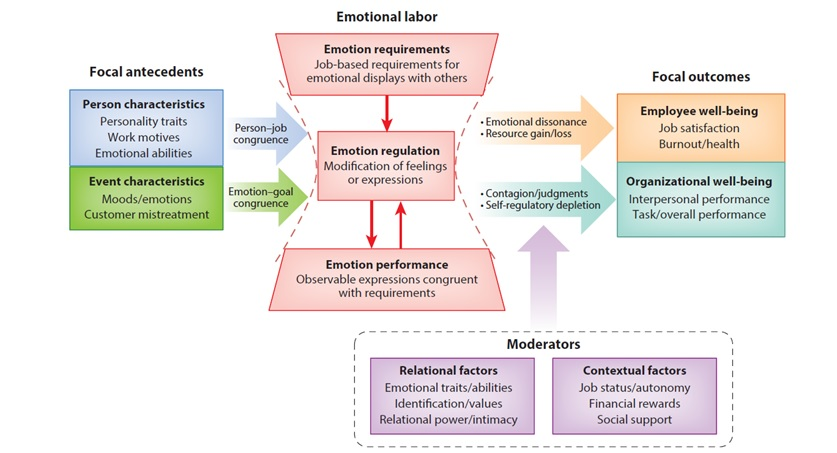
في الصورة أعلاه، نموذج الباحثتين جراندي وجابرييل لعملية تنظيم المشاعر (2015). ا

بنوا الباحثتان اليشا والسون جبرييل نموذج لعملية تنظيم اظهار المشاعر في العمل، في النموذج تم تحديد العوامل المؤثرة على عملية تنظيم اظهار المشاعر عند اعطاء الخدمة. تأثير هذه العوامل يكون على مرحلتين:
.
في المرحلة الأولى تؤثر:
1.مواصفات الإنسان الشخصية: شخصيته، ذكاءه العاطفي ومحفزاته للعمل.
2.مواصفات البيئة\ الحدث: المناخ العاطفي أو ما يميز تفديم الخدمة للزبون.
في المرحلة الثانية تؤثر:
1.متطلبات العمل في ما يخص اظهار أو اخفاء المشاعر امام الزبائن أو الأشخاص الاخرين المتواجدين في بيئة العمل.
2.اداء المشاعر أي تطبيق متطلبات العمل المذكورة أعلاه.
كل العوامل المذكورة أعلاه تؤثر على تنظيم عملية اظهار المشاعر. كما وأنه على كل مرحلة هناك عوامل قد تؤثر، فعلى المرحلة الأولى تؤثر: درجة الاستقلالية، دعم البيئة المحيطة، المعتقدات الشخصية، الرتبة في العمل وما إلى ذلك. هذا التأثير قد يؤدي إلى لبس في المشاعر ولكن هذا الأمر يتعلق بكمية الموارد المستخدمة في عملية تنظيم اظهار المشاعر، الأمر الذي يؤثر على مستوى رضا الموظف عن عمله وأداءه. أو أنه قد يؤدي إلى ظاهرة عدوى المشاعر التي قد تساعد في عملية تنظيم اظهار المشاعر (هذا يتعلق بالقدرة على السيطرة على المشاعر). عدوى المشاعر تؤثر بصورة ايجابية على عملية تنظيم اظهار المشاعر لدينا، وكلما كانت هذه العملية ملائمة للبيئة، كان مستوى رضا كل من الزبائن والإدارة وحتى العامل نفسه عن نفسه أعلى